# Берген Ісаханова
Берге́н Ісаха́нова (каз. Берген Исаханов) — село у складі Ордабасинського району Туркестанської області Казахстану. Входить до складу Карааспанського сільського округу.
До 2005 року село називалось Єрмоловка.
Населення — 1505 осіб (2021; 1410 у 2009, 1375 у 1999, 1519 у 1989).